# Fantastic (magazine)
Pour les articles homonymes, voir Fantastic.
Ne doit pas être confondu avec Fantastic Adventures ou Fantastic Stories (en)
Fantastic est un magazine de fantasy et de science-fiction américain lancé en 1952 par la maison d'édition Ziff Davis et dont le dernier numéro est paru en 1980. La création du magazine est motivée par Howard Browne après une période économique compliquée liée à la guerre de Corée.
Au départ, le magazine reprend le modèle économique d'Amazing Stories avec des histoires de fantasy. Les premières ventes sont bonnes et, en avril 1953, le format change du pulp au digest, un papier de meilleur qualité préconisé par Browne. Ziff Davis décide alors de cesser la diffusion de son autre pulp de fantasy et science-fiction Fantastic Adventures. Rapidement, les ventes de Fantastic et d'Amazing chutent, entraînant des coupes budgétaires et une baisse de la qualité des histoires. Ziff Davis intègre alors des histoires de science-fiction dans Fantastic afin de stimuler les ventes. Cela déplaît à Browne qui se désintéresse du projet et qui cède sa place d'éditeur à Paul W. Fairman en octobre 1956,.
Fin 1958, Cele Goldsmith Lalli reprend la direction des deux magazines. Elle donne leur chance à des écrivains tels qu'Ursula K. Le Guin ou Roger Zelazny. Cependant, les ventes n'évoluent pas positivement et Fantastic et Amazing sont vendus en 1965 à la maison d'édition de Sol Cohen, Ultimate Publishing Company,. Joseph Wrzos est mis à la tête de ceux-ci et il réussit à augmenter le nombre d'impressions par numéro. La politique de rémunération employée par la maison d'édition ainsi que la quantité de réimpression dans ses magazines rend furieux la Science Fiction Writers of America (SFWA). Harry Harrison qui vient de remplacer Wrzos joue le rôle d'intermédiaire entre la SFWA et Ultimate Publishing Company. Le boycott du groupe fonctionne, ce qui améliore progressivement les rémunérations et qui diminue sensiblement la réédition des histoires.